# Leiognathus brevirostris
Leiognathus brevirostris är en fiskart som först beskrevs av Valenciennes, 1835.  Leiognathus brevirostris ingår i släktet Leiognathus och familjen Leiognathidae. Inga underarter finns listade i Catalogue of Life.